# 復活節攻勢
復活節攻勢（英語：Easter Offensive），在越南稱作1972年春夏攻勢（越南语：／）是越南戰爭後期，北越及越共在1972年4月至10月，對南越展開的攻勢。
最終南下的北越軍及越共大致上被南越軍擊退，第二次广治战役爆发，越南人民军大将武元甲被解职。
在血战广治之后，双方均损失惨重而失去进攻能力。

## 外部連結
- Youtube - 第一次廣治戰役
- Youtube - 第二次廣治戰役
- Battle of Kontum （页面存档备份，存于）
- Bách khoa toàn thư Việt Nam, KHÁNG CHIẾN CHỐNG MĨ 1954 - 75, phần cuộc tổng tiến công năm 1972